# 腺毛风毛菊
腺毛风毛菊（学名：Saussurea glanduligera）为菊科风毛菊属的植物，是中国的特有植物。分布在克什米尔以及中国大陆的西藏等地，生长于海拔4,700米至5,500米的地区，目前尚未由人工引种栽培。